# فیل‌مرغ (تیره)
فیل‌مرغان یا پیل‌مرغان یا پرندگان پیل‌سان (نام علمی: Aepyornithidae) نام یک تیره از رده پرندگان است. فیل‌مرغان از اعضای خانواده منقرض‌شده Aepyornithidae می‌باشند. جثه بسیار بزرگ و عظیمی داشتند که توانایی پرواز نداشتند و در جزیره ماداگاسکار می‌زیستند. آنها احتمالاً در زمانی بین سده‌های ۱۷ و ۱۸ به دلایل نامشخصی منقرض شده‌اند.
هرچند محققان به فعالیت‌های بشر در خصوص انقراض آنها مشکوک هستند.
یووال نوح هراری در کتاب انسان خردمند: تاریخ مختصر بشر، انسان را عامل انقراض مرغ فیلی می‌داند. او در این کتاب آورده است: در طی میلیون‌ها سال در جزیره ماداگاسکار مجموعه‌ای بی‌نظیر از حیوانات در آنجا به وجود آمدند. این مجموعه شامل مرغ فیلی (فیل مرغ) (elephant bird)، موجود بی‌پروازی با قامتی سه متری و وزنی در حدود ۵۰۰ کیلو-بزرگ‌ترین مرغ جهان- و همچنین لمور (Lemur) عظیم الجثه (حیوانی شبیه به میمون) بود. این دو حیوان همراه با بیشتر حیوانات عظیم الجثه ماداگاسکار، حدود ۱۵۰۰ سال پیش، دقیقاً زمانی که اولین بشر پا به این جزیره گذاشت، ناگهان نابود شدند.